# Seven Sisters (Traumzeit)
Bei den Seven Sisters (engl. „Sieben Schwestern“) (auch als  Makara bekannt) handelt es sich um eine Geschichte aus der Traumzeit der australischen Aborigines, die von Wassernymphen handelt. Es ist ein Mythos der Schöpfungsgeschichte.
In der Traumzeit gab es sieben Wassernymphen, die einsam waren, weil sie nur im Wasser leben konnten. Da sie verflucht waren, für immer im Wasser zu leben, hatten sie nur Freunde, die im Wasser lebten, wie Fische, Blutegel und Krokodile. Sie hatten eine schlüpfrige Haut und niemand konnte sie fassen. Ein Jäger sah eine der sieben Schwestern mit ihrem langen Haar; er tauchte, griff ihr Haar und brachte sie an Land. An Land entfachte er ein Feuer, und als er die Nymphe über den Rauch des Feuers hielt, befreite er sie von ihrem Fluch, und sie wurde zu einem Wesen, das auch an Land leben konnte. Sie heirateten und lebten glücklich zusammen, waren beide überaus anerkannte Jäger und hatten die Anerkennung der Eltern des Jägers, die auf einem Banyan-Feigenbaum lebten.
Die Traumzeitgeschichte der Seven Sisters hat Bezüge zu dem Sternhaufen der Plejaden und zur Plejadenmythologie, auch Siebengestirn genannt, und zu den sieben Nymphen in der griechischen Mythologie. Ferner gibt es einen indianischen Mythos mit sieben Indianermädchen am Devils Tower National Monument in Wyoming in den USA.